# Мультистоп
Мультистоп (также известный как walk-in delivery или step van) — распространённый в Северной Америке тип малотоннажных и средних грузовиков, созданный для местной доставки. Они предназначены для эксплуатации как сидя, так и стоя, и обеспечивают легкий доступ водителя к товару, отсюда и название "walk-in delivery". Они выше, чем полноразмерные фургоны, таких как Ford Econoline, Dodge A-Series / Dodge B-Series / Dodge Ram Van и микроавтобусы Chevrolet G-Series, но могут иметь колесную базу как короче, чем эти модели, так и длиннее. Для грузовиков этого типа характерна малая погрузочная высота и возможность полноценной выгрузки через правую сдвижную дверь кабины.

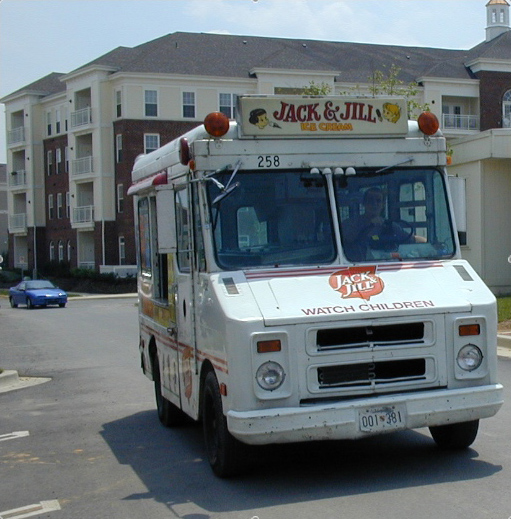

## Использование
- Курьерские службы
- Почтовые службы, такие как UPS[4],FedEx и Почтовая служба США;
- рестораны быстрого питания (фастфуды);
- экстренные службы;
- подразделения SWAT;[5]
- ФБР.

и др.

## Модели грузовиков
- SPIER P36 на шасси Fiat Ducato[6] — использовались UPS с 1981 г.[7]
- International Harvester Metro Van на шасси International Harvester
- Chevrolet Step-Van и его близнец GMC Value Van — преемники  развозного фургона "Dubl-Duti", производимого General Motors.[8]
- Dodge Route-Van
- Toyota Hiace Quick Delivery
- Velocity на шасси Ford Transit от Utilimaster Corporation[9]

## Галерея

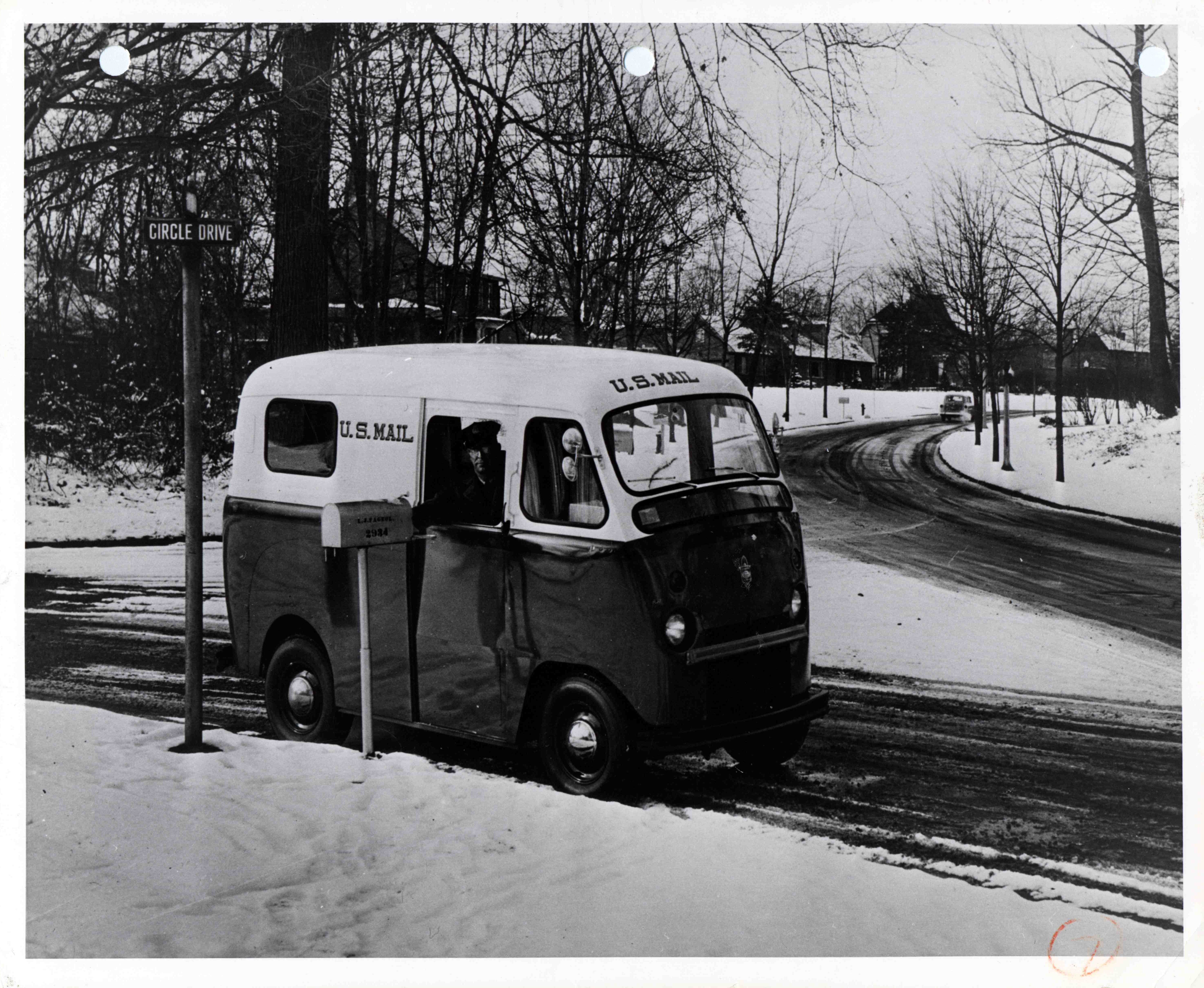
Почтовый фургон Twin Coach, ок. 1953 г.
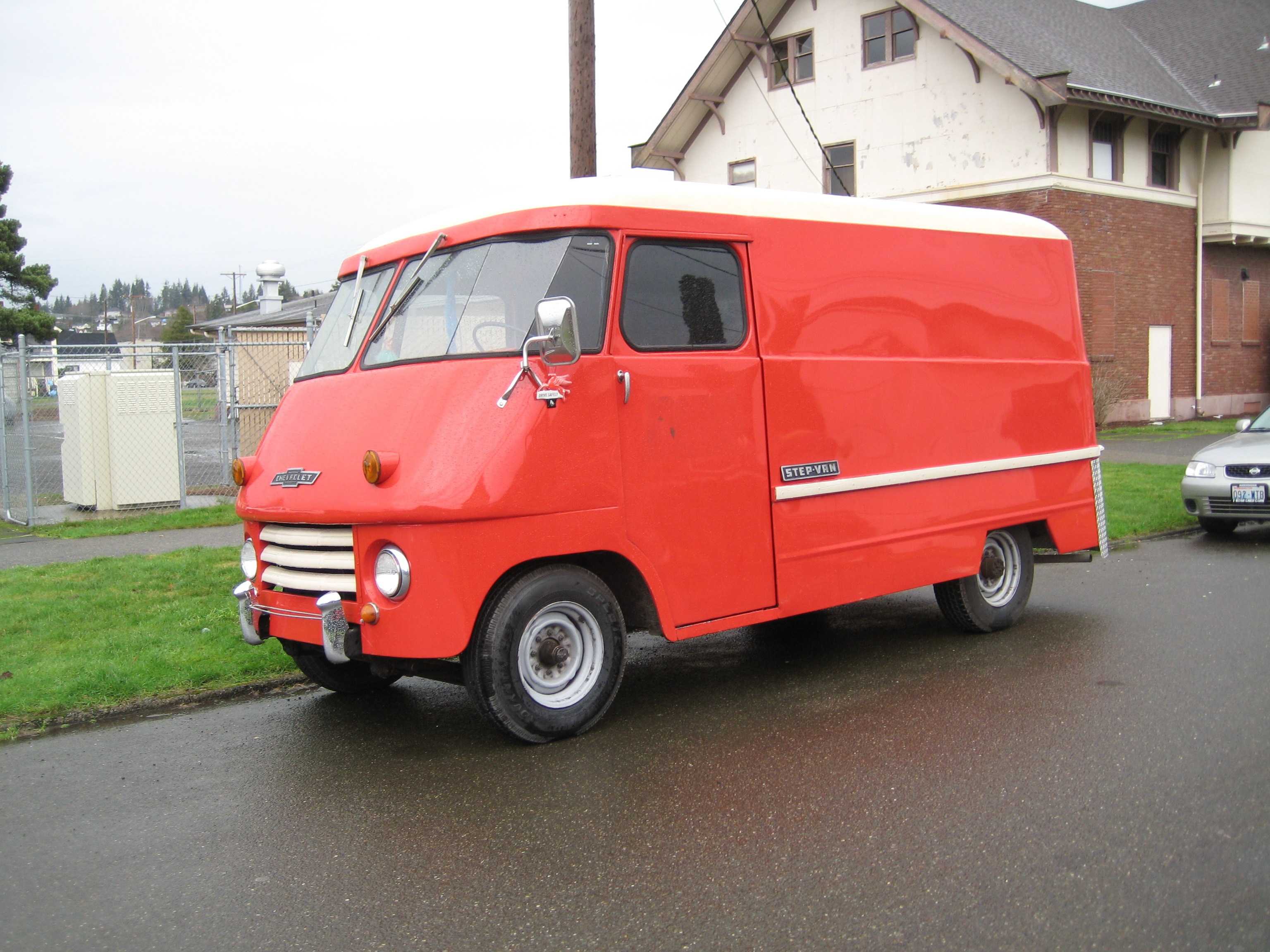
Chevrolet Step-Van образца 1960 г.
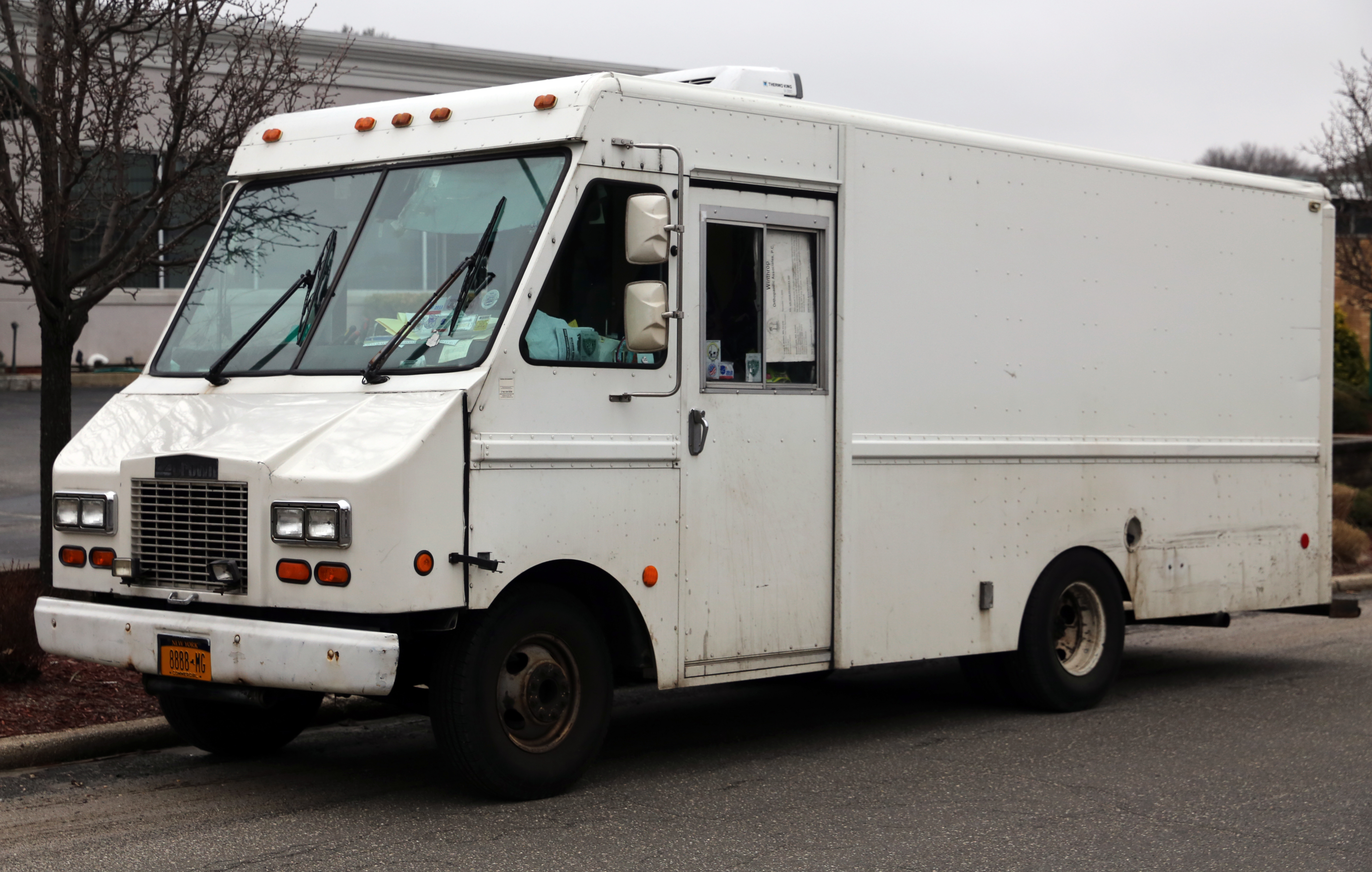
Сhevrolet Step-Van образца 1997 г.